# Dicranota (Rhaphidolabis) rogersiana
Dicranota (Rhaphidolabis) rogersiana is een tweevleugelige uit de familie Pediciidae. De soort komt voor in het Nearctisch gebied.